# Prosopis pallida
Prosopis pallida är en ärtväxtart som först beskrevs av Carl Ludwig von Willdenow, och fick sitt nu gällande namn av Carl Sigismund Kunth. Prosopis pallida ingår i släktet Prosopis och familjen ärtväxter. Inga underarter finns listade i Catalogue of Life.

## Bildgalleri

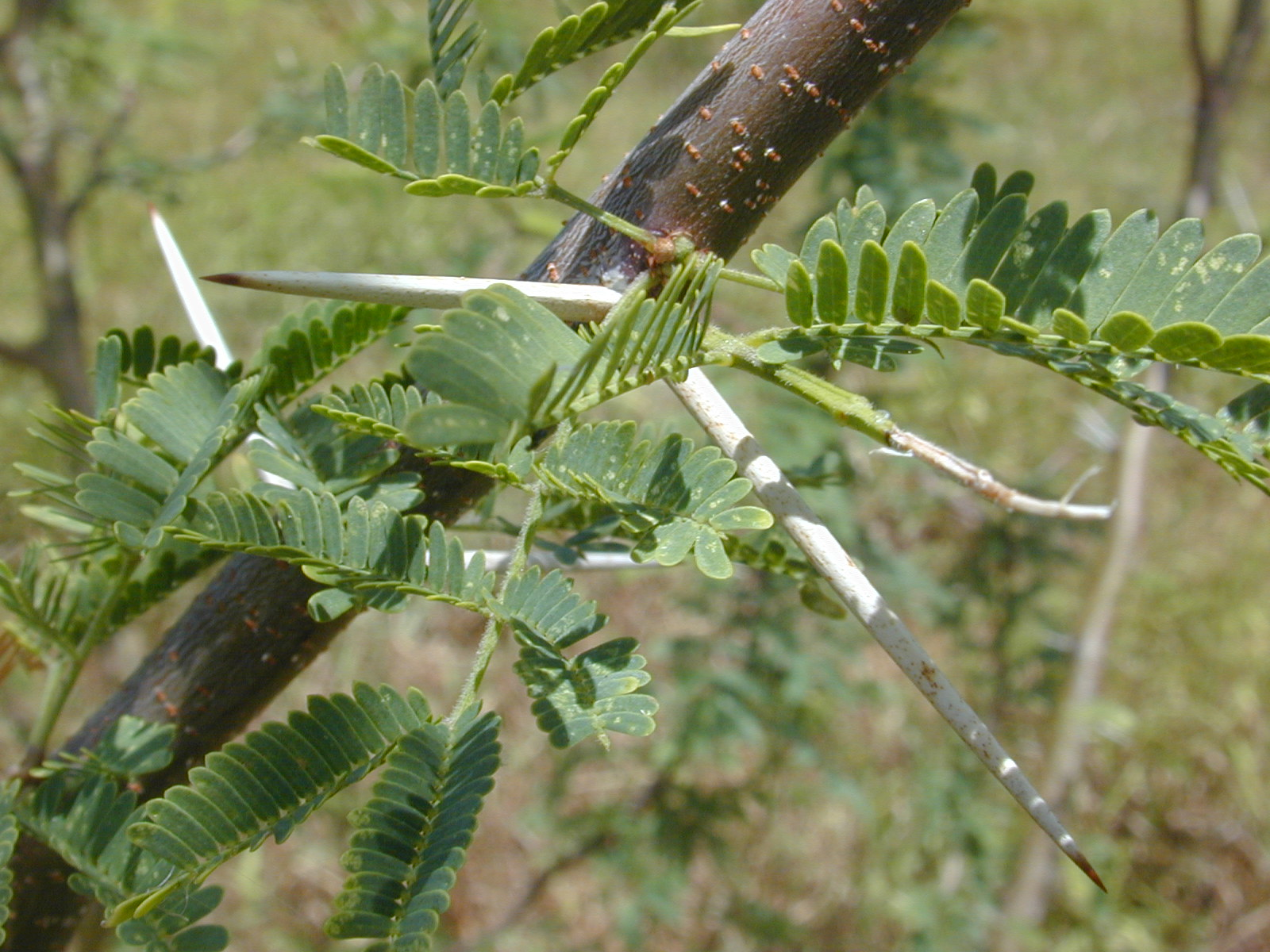
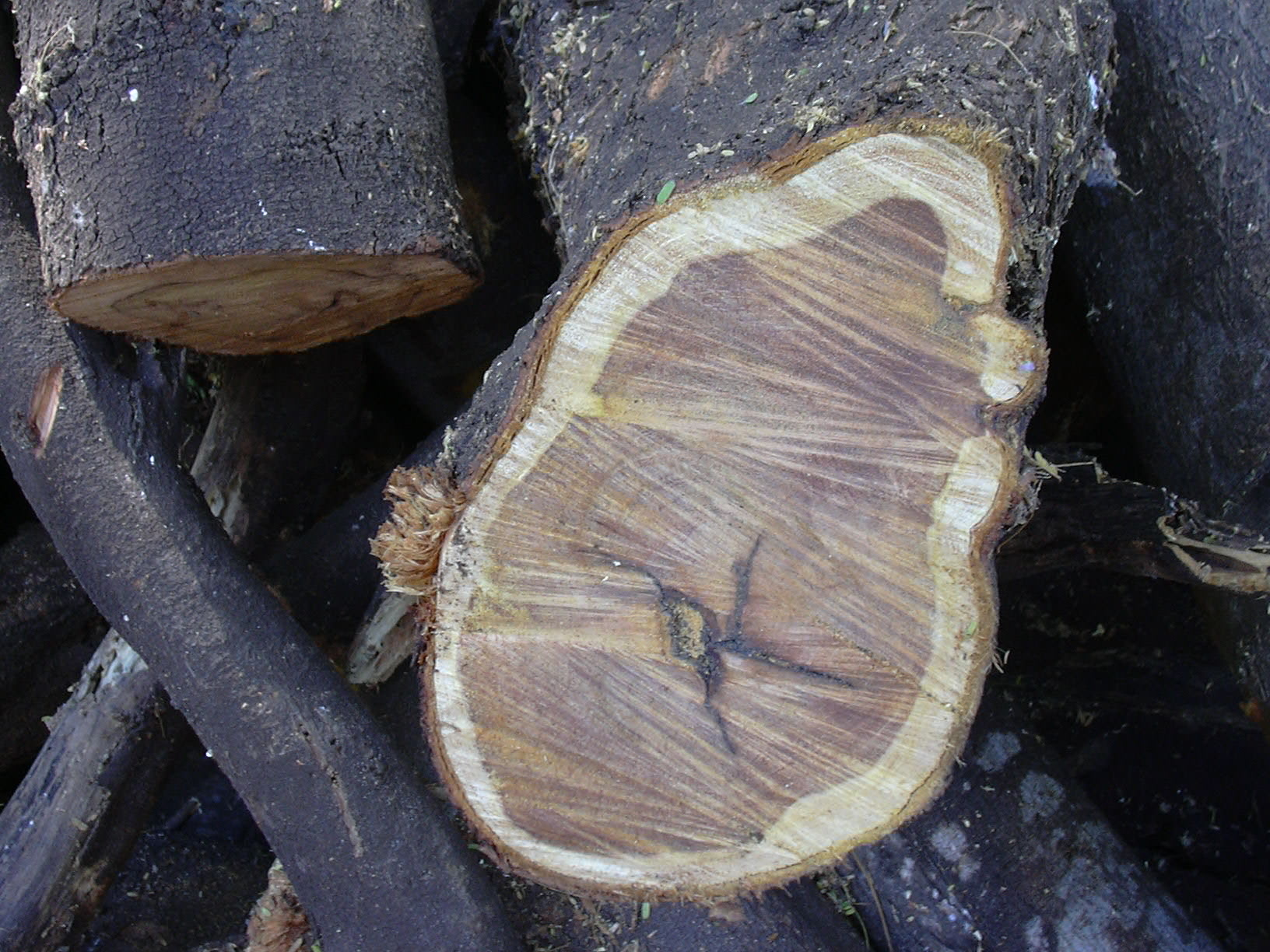
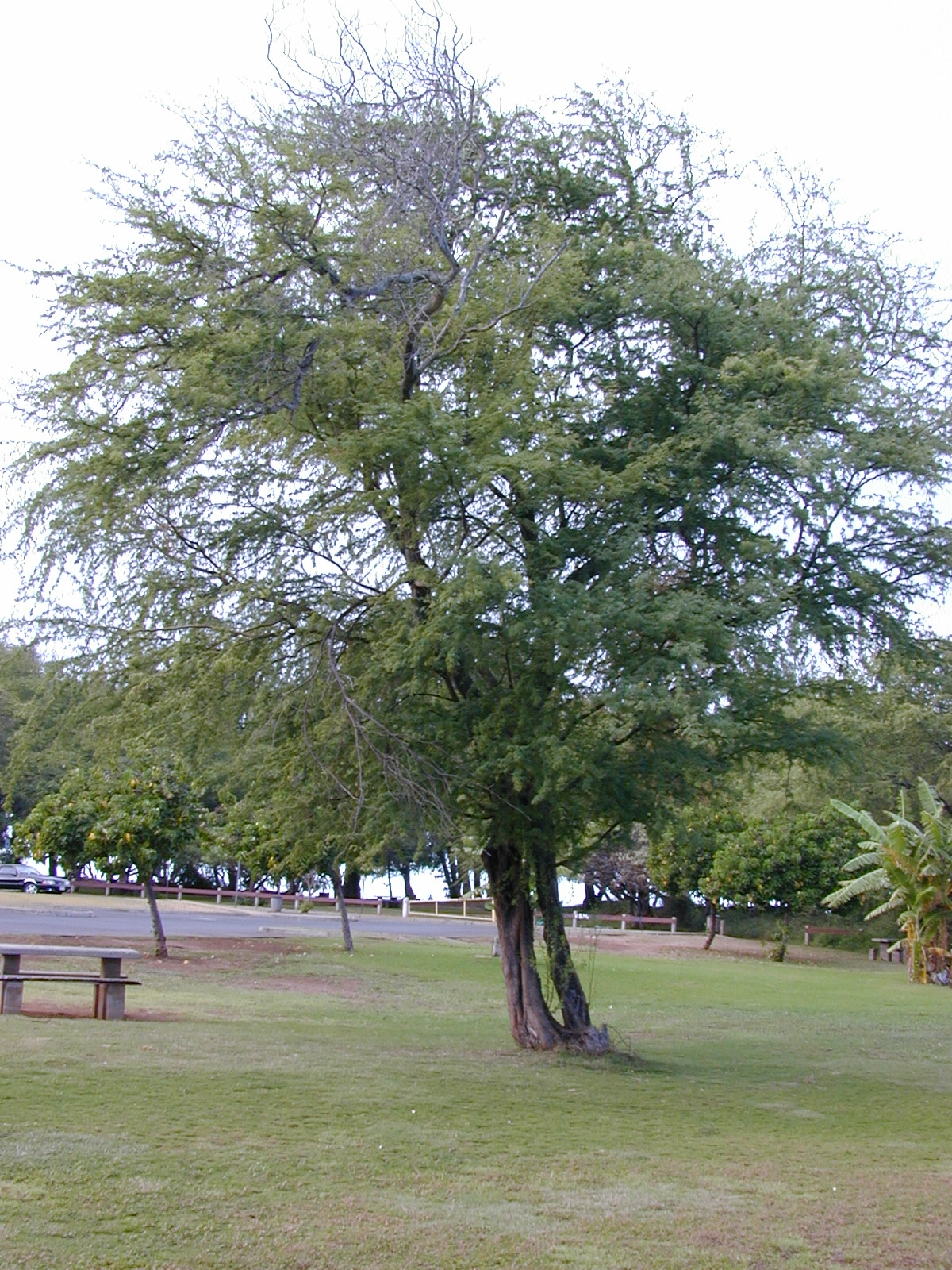
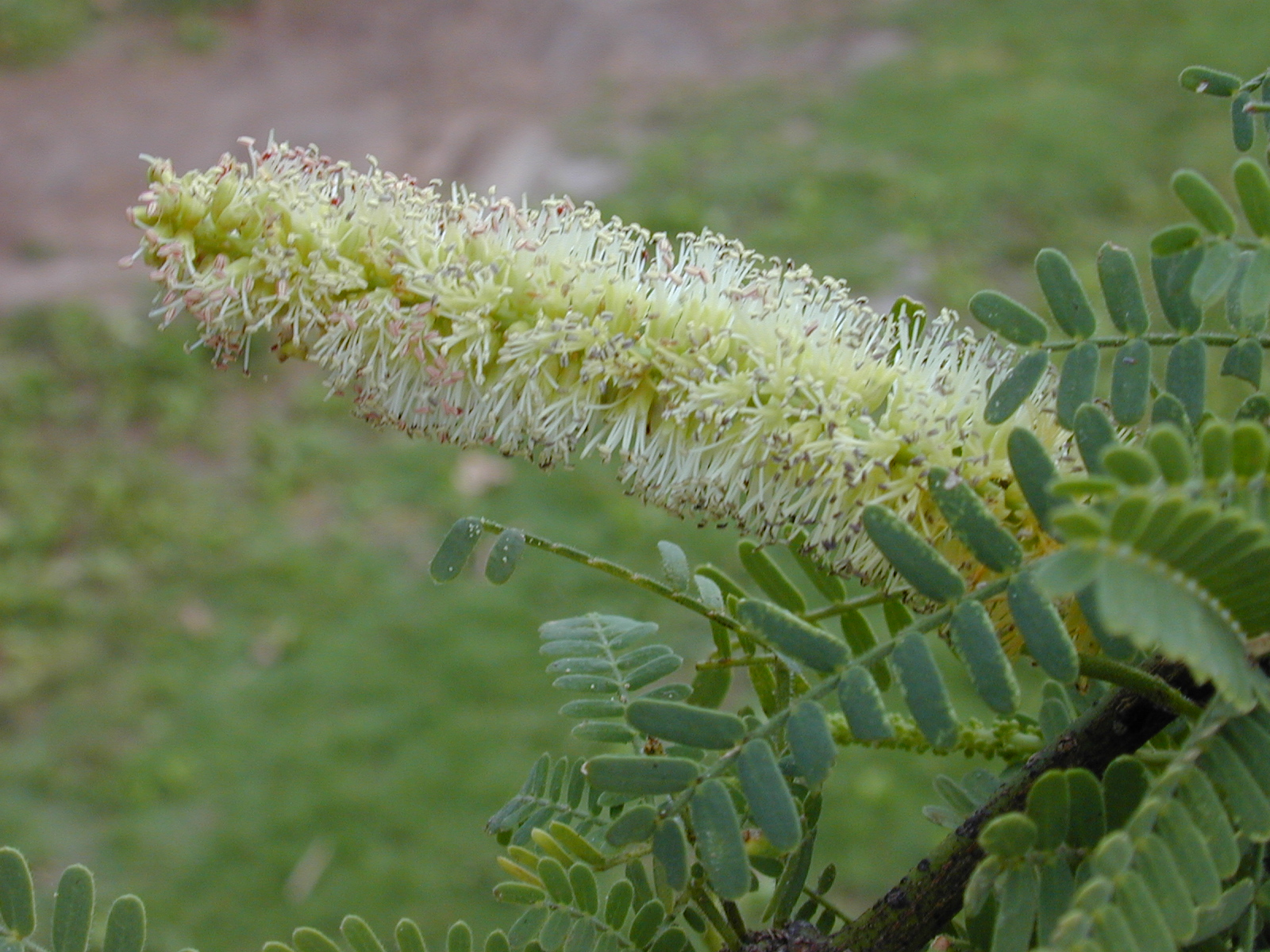
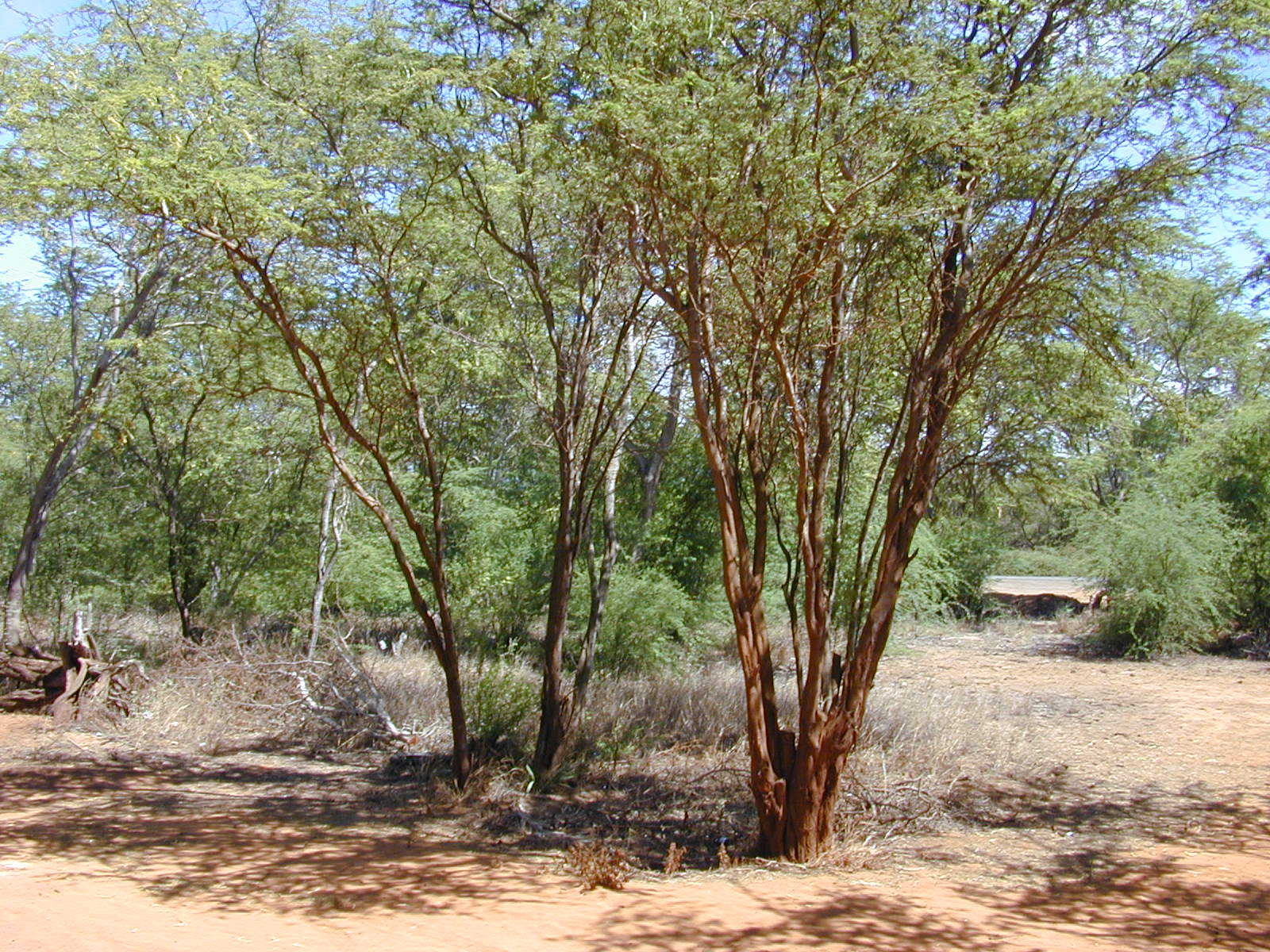
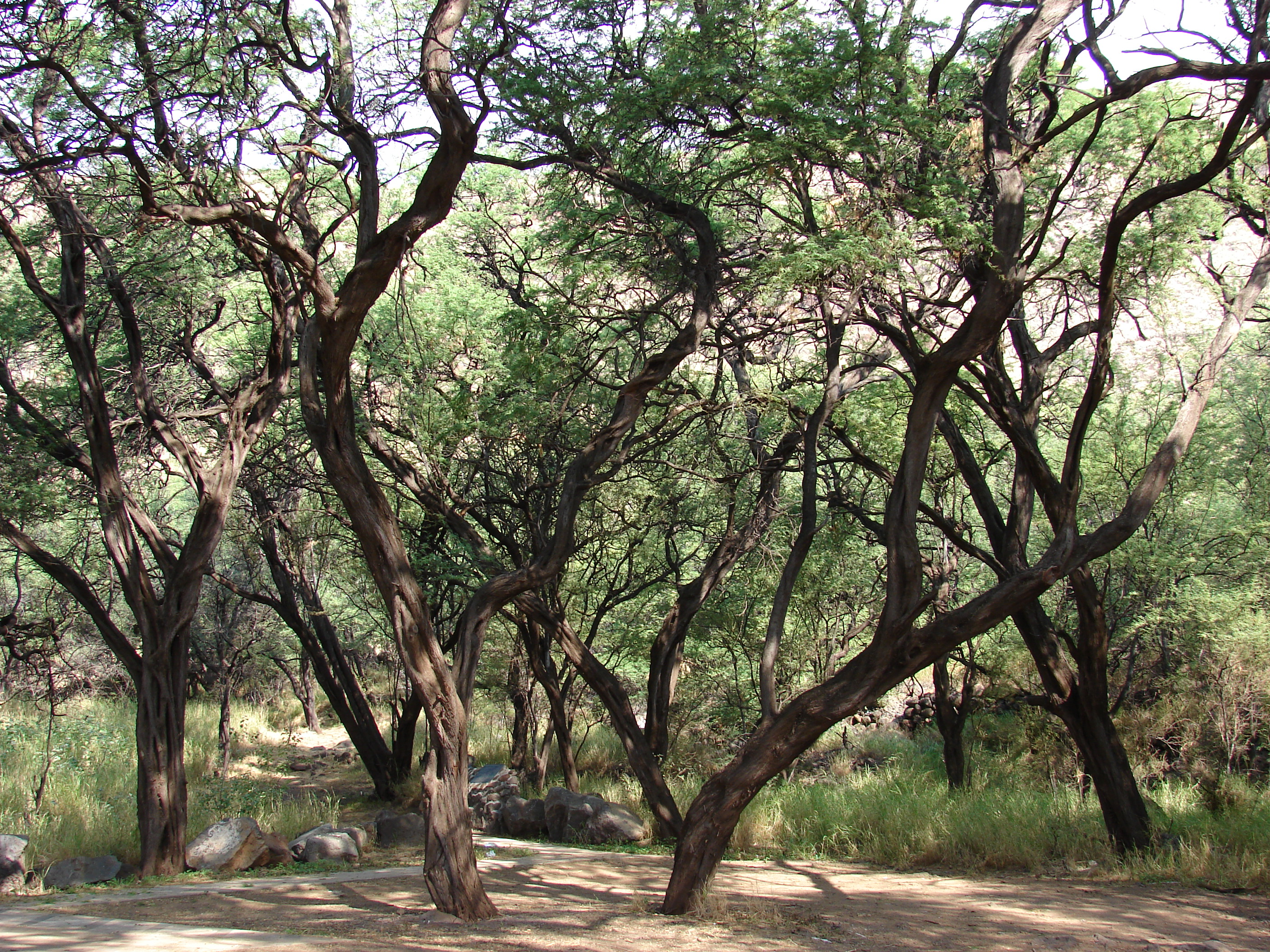